# KV11
KV11 i Konungarnas dal utanför Luxor i Egypten var begravningsplats för farao Ramses III under Egyptens tjugonde dynasti som avled 1152/1151 f.Kr.
Graven finns vid huvudwadin i dalen jämte KV10. KV11 inleds med två korridorer med totalt tio sidokammare. Nästa korridor bryter genom väggen in till KV10, och är inte fullföljd utan omformad till en kammare varefter graven fortsätter i en bruten vinkel mer mot väster för att undvika KV10. Korridoren följs av en kammare med öppet schakt (ej utgrävt) som följs av en kammare med pelare och en sidokammare. Efter ytterligare en korridor följer två kammare innan gravkammaren. Gravkammaren har fyra sidokammare, och efter gravkammaren följer ytterligare tre kammare. Sarkofagen avlägsnades från gravkammaren 1816 eller 1819.
I de första korridorerna och den första kammaren finns namnet på farao Setnakhte, men namnet har ändrats till Ramses III, och resten av graven är dekorerad för Ramses III. KV11 är dekorerad med motiv från många olika klassiska verk såsom De dödas bok, Öppna munnen ritualen, Amduat, Portarnas bok och Jordens bok.
Sannolikt var KV11 först byggd för Setnakhte, men övergavs efter att graven kolliderat med KV10. Senare upptog troligen Ramses III arbetet och färdigställde graven till sig själv. Ramses III:s mumie flyttades senare till TT320. Graven är en av de största gravarna i Konungarnas dal (totalt 726 m²) och är totalt 188 m lång.
KV11 har varit känd och tillgänglig sedan antiken, och har grävts ut 1816, 1819 och 1895. Vissa av väggdekorationerna är i bra skick medan andra är förstörda av vattenskador.

## Galleri

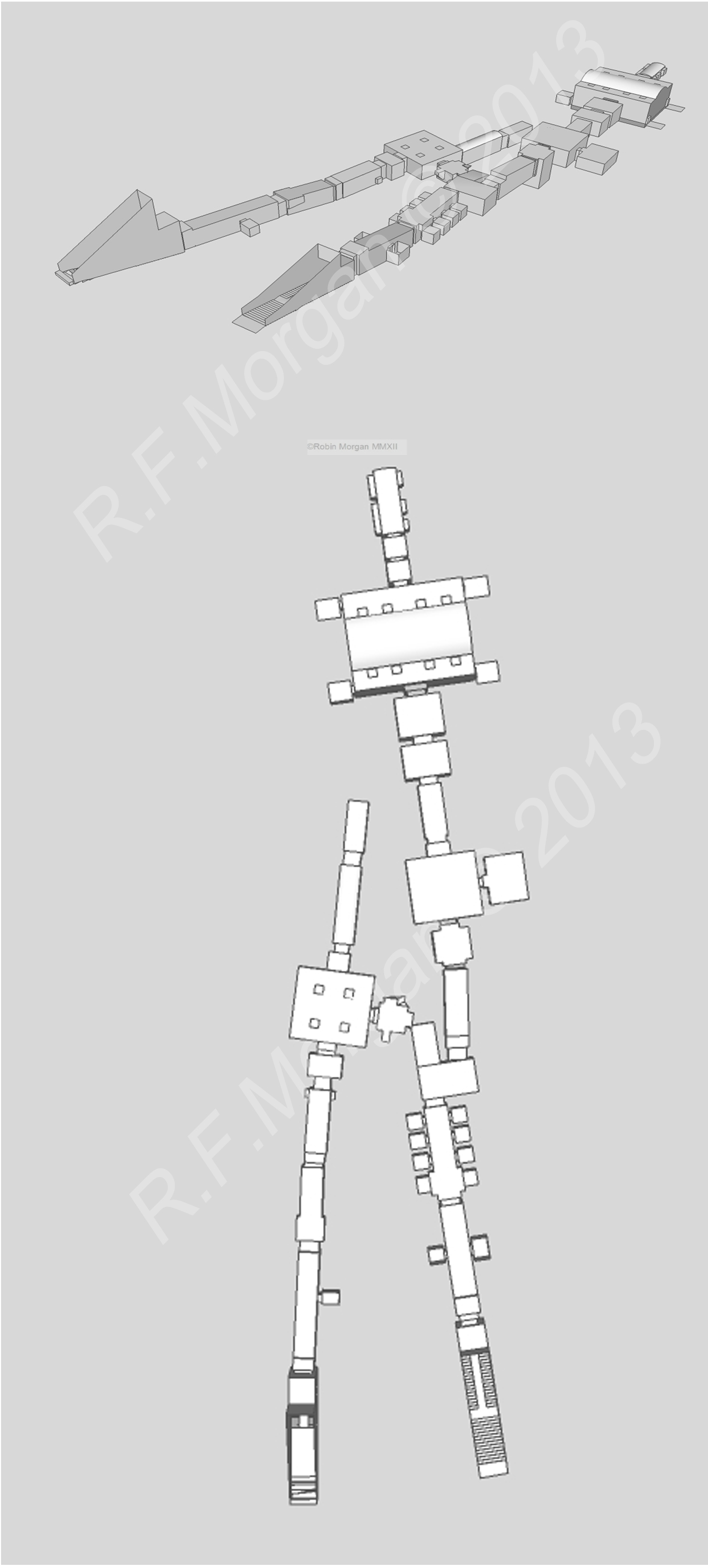
KV11:s läge i förhållande till KV10.
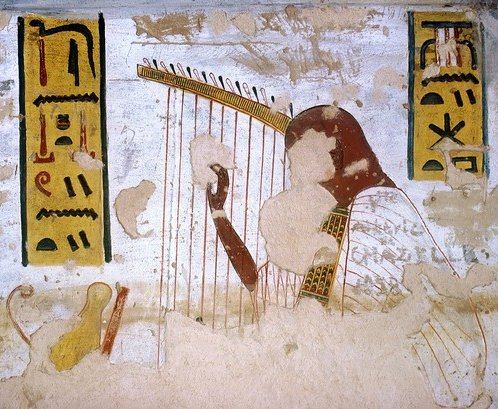
Väggdekoration.
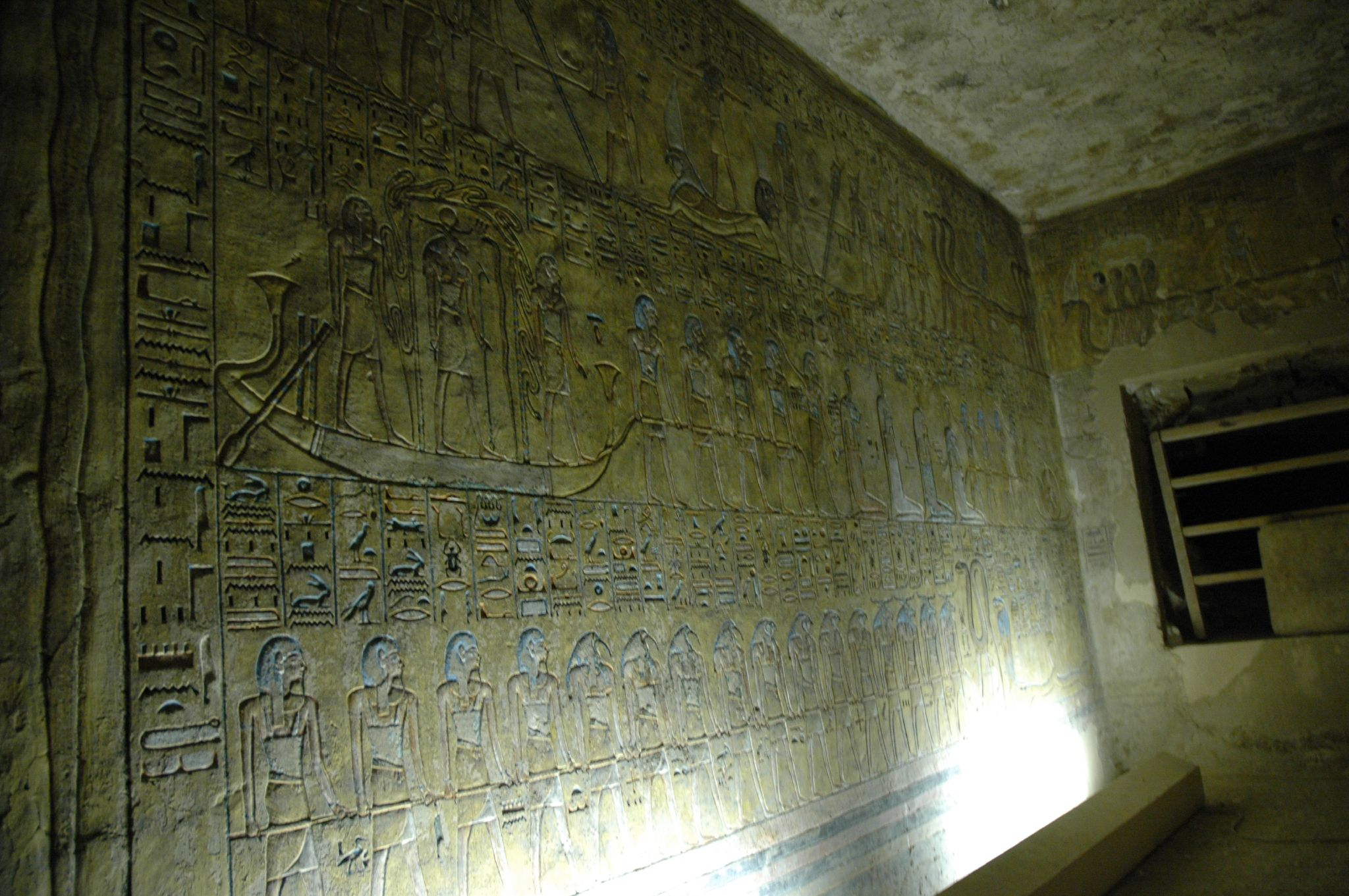
Väggdekoration
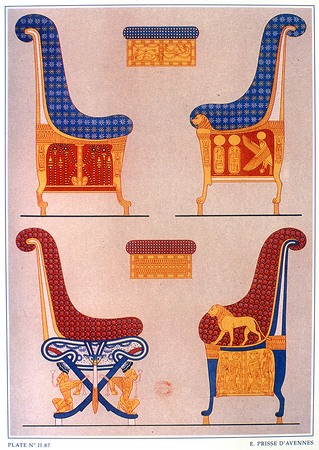
Väggdekoration